# ガラテア (小惑星)
ガラテア (74 Galatea) は太陽系の小惑星帯（メインベルト）にある小惑星の1つである。表面は濃い暗色である。
1862年8月29日、フランス、マルセイユ天文台でエルンスト・テンペルが発見した。ギリシア神話に登場するガラテアにちなんで命名された（なお、海王星の衛星にも同名のガラテアがある）。
1987年9月8日にはガラテアによる恒星の掩蔽が観測された。2008年2月には九州で掩蔽が観測された。